# Бахреин
Бахреин (арап. ‏البحرين‎), или службено Краљевина Бахреин (арап. ‏مملكة البحرين‎) је мала острвска држава која се налази у Персијском заливу Бахреин је и по броју становника и по величини територије најмања арапска држава. Саудијска Арабија се налази западно од острва, и повезана је са Бахреином ауто-путем Краљ Фад (пуштен за промет саобраћаја 25. новембра 1986. године). Ка југу Персијског залива налази се Катар. У плану је изградња моста пријатељства Катар-Бахреин, који ће бити најдужи мост на свету и повезаће Катар и Бахреин.

## Историја

### Предисламски Бахреин
Људи су населили данашњи Бахреин још у периоду пре нове ере. Услед важног стратешког положаја, острвом су владали у разним периодима Асирци, Вавилонци, Грци, Персијанци и Арапи, под којим је острво постало муслиманска држава. У периоду пре нове ере, Бахреин се звао Дилмун. Под Грцима се звао Тилос, а под Персијанцима Мишмахиг. Бахреин се налази на јужној средини Персијског залива, и многи освајачи, међу којима су најбројнији били ал Калифе, су га освајали управо због тог географског положаја. На арапском језику, Бахреин значи „два мора“. Име потиче од чињенице да су у старија времена два дана била потребна да би се бродом прешло од Ирака до данашњег Бахреина.
Стратешка позиција између Запада и Истока, плодно земљиште, свежа вода и бисери су начинили да је Бахреин давно постао урбан регион. Потрага за бисерима у Персијском заливу је представљала главни извор прихода и точак економије, све до раног 20. века, када је 1930. године пронађена нафта. Око 2300. п. н. е. Бахреин је био центар трговине између Месопотамије (данашњи Ирак) и Долине Индус (данашњи Пакистан и Индија). У то време великих прекоморских трговина, Бахреин је био познат под именом Дилмун (неки записи наводе и Телмун). Као такав, данашњи Бахреин, а тадашњи Дилмун, је 3. миленијума п. н. е. спојен са сумерском цивилизацијом, да би 600. п. н. е. постао део Вавилонског царства. Историјски списи наводе разна имена под којима је Бахреин био познат: Живот вечности, Рај, као и Бисер Персијског залива.

### Ислам, Персијанци и Португалци
Бахреин је постао исламска држава 629. године, док је пре тога био центар Несторијанског хришћанства. Године 899. нове ере Исмаили секта, Карматинци, заузели су данашњи Бахреин у жељи да створе друштво засновано на разуму и дистрибуцији свеукупног материјалног добра једнако међу свим становницима острва. Карматинци су створили велику конфузију и прекид трговине у исламским земљама региона: убирали су порез од калифа у Багдаду, а 930. године оскрнавили су Меку и Медину тако што су изнели из светог града Црни камен, и донели га у Бахреин, где су га чували за откуп. Године 976. Абасиди су поразили Карматинце.
Године 1521. Португалци освајају острво Авал (једно од многих назива за Бахреин у средњем веку), и под њима је Бахреин обухватао регионе Ахса и Катиф (ове провинције данас припадају Саудијског Арабији). Територије које су заузели Португалци, су оне које се су групно назвале Авал, а простирале су се чак од Басре на западу, до канала Хормуз у данашњем Оману.
Од шеснаестог века до 1743. године, у Бахреину се смењивала власт Португалаца и Персијанаца. Напокон 1743. године, персијски краљ Афшарид, успешно заузима и окупира Бахреин.

### Британски протекторат
У касним годинама осамнаестог века, породица ал-Калифа окупира и заузима Бахреин из својих база на суседном Катару. У жељи да се након заузимања острва одбране од било каквих персијских напада, породица на власти ал-Калифа склапа мировне споразуме са Уједињеним Краљевством и постаје британски протекторат. У то време острво је имало мање од 10.000 становника.
Године 1932. пронађена је нафта која је донела убрзану модернизацију Бахреина. Бахреин је прва држава у целом блиско-источном региону у којој је нађена нафта, и након којег је кренула потрага и у другим деловима региона. Проналазак нафте је приближио острво Уједињеном Краљевству, јер су се убрзо у великом броју многи Британци селили у Бахреин. Британски утицај на Бахреин је кулминирао постављањем Чарлс Бејгрева за саветника у име Уједињеног Краљевства, који је такође и увео модерни образовни систем.
Након Другог светског рата, антибританско расположење се проширило целим блискоисточном регионом. Организован је велики број демонстрација које су биле уперених против локалних Јевреја, међу којима је било много уважених и светски признатих књижевника, уметника, као и велики број рачуновођа, хемијских инжењера и грађевинаца који су радили за нафтне компаније. Након крвавих уличних битака 1947. године Јевреји напуштају своје домове и послове и беже прво у Бомбај (данашњи Мумбај) и одатле се селе у Израел (део Тел-а-вива који се зове Паред Кана је насељен Јеврејима који су побегли из Бахреина 1947. године). Компензација између протераних Јевреја и Арапа, који су населили напуштене поседе, никада није извршена. Године 1960. Уједињено Краљевство је ставило будућност Бахреина у руке Генералног секретара Уједињених нација. Године 1970. Иран захтева да се Бахреин и остале острвске земље у Персијском заливу доделе Ирану. Бахреин је 1971. године добио независност од Уједињеног Краљевства. Данас је Бахреин члан Арапске лиге и Савета за кооперацију у Заливу.

### Независност
Последњи контингент британске војске се повлачи из Бахреина 15. августа 1971. године. Нафтна експлоатација 1980-их година је значајно покренула економију на острву. Како су нафтне залихе ограничене, владајућа породица ал-Калифа је одлучила да диверсификује своју економију и постане финансијски центар у Заливу. Бахреин је у великом степену искористио либански грађански рат средином 70-их година, када је од Бејрута преузео финансијски центар за Блиски исток.
Након Исламске револуције која је захватила Иран 1979. године, шиитски фундаменталисти у Бахреину неуспешно су покушали да заузму власт. Њихов покушај је био да након заузимања власти поставе Хуђату ал-Исмал Хади ал-Мударасија као врховног вођу ауторитативне теократске владе у Бахреину, по угледу на Иран.
Године 1994. нови талас демонстрација и насиља је уследио након што су шиити бурно реаговали на чињеницу да је женама дозвољено да учествују на спортским такмичењима. Бахреин је 90-их година прошао кроз спорадичне оружане конфликте између исламских фундаменталиста и владиних снага (погледати Устанак у Бахреину 90-их).
Марта 1999. године, Хамад Ибн Иса ал-Калифа је наследио свог оца као владар државе и по први пут организовао је изборе за парламент, дао женама право гласа, те ослободио све политичке затворенике. Међународна организација која се бави заштитом људских права, Амнести интернашонал, оценила је овај корак као „историјски период у очувању људских права“. Бахреин је проглашен краљевином 2002. године. Пре тога, Бахреин је био емират.

## Географија
Бахреин је углавном равни и сушни архипелаг у Персијском заливу. Састоји се од ниске пустињске равнице која се нежно диже према ниској средишњој падини са највишом тачком планине Дима (Џабал и Дукан) од 134 м. Бахреин је имао укупну површину од 665 km², али захваљујући обнављању земљишта подручје се повећало на 765 km².
Бахреин има благе и врло вруће зиме и влажно лето. Природни ресурси земље укључују велике количине нафте и природног плина, као и рибе у мору. Обрадиво земљиште чини само 2,82% укупне површине.
Око 92% Бахреина је пустиња са повременим сушама и прашним олујама, главним природним опасностима за Бахреин.

## Привреда
Према Индексу Привредне Слободе из 2006, који годишње објављују Херитиџ Фондација и Вол Стрит Џурнал, Бахреин има највећи степен слободе у привреди од свих држава Блиског истока. Према истом индексу, Бахреин је на 25. месту у свету, у истој категорији.
Према овом извештају Бахреин се налази испред регионалних конкурената као што су Уједињени Арапски Емирати, Израел и Катар. Према речима из публикације, “Влада Бахреина је успела да диверсификује пољопривреду државе како би смањила зависност на ограничену количину нафте којом Бахреин располаже и при томе охрабрила стране инвеститоре да улажу у домаћу инфраструктуру. Услед свог космополитског погледа на свет, модерне економије, коректне регулаторне структуре и одличне комуникационе и транспортне инфраструктуре, многе мултинационалне компаније у Персијском заливу имају своја седишта у Бахреину.”
Ова табела показује тренд раста бруто домаћег производа према подацима Међународног монетарног фонда:
| Година | Бруто Домаћи Производ | 1 долар (САД)           | Инфлациони индекс (2000=100) |
| ------ | --------------------- | ----------------------- | ---------------------------- |
| 1980   | 1,158                 | 0.37 бахреинских динара | 79                           |
| 1985   | 1,375                 | 0.37 бахреинских динара | 97                           |
| 1990   | 1,703                 | 0.37 бахреинских динара | 94                           |
| 1995   | 2,199                 | 0.37 бахреинских динара | 100                          |
| 2000   | 2,996                 | 0.37 бахреинских динара | 100                          |
| 2005   | 4,859                 | 0.37 бахреинских динара | 104                          |

Тренутно финансијско стање Бахреина је повољно услед смањене стопе увоза, а повећаног извоза. Међутим, тренутно постоји висок дефицит у унилатералним трансферима, за које се сматра да је узрок велик прилив страног новца од бахреинских држављана који раде изван земље и који шаљу оно што зараде кући породицама. 2003. и 2004. године Бахреин је имао велике користи од повећане цене нафте на светском тржишту, и као резултат високе цене извоза нафте, Бахреин је имао суфицит у износу од 219 милиона америчких долара 2003. и 442 милиона америчких долара 2004. године, док је 2002. године имао дефицит од 35 милиона америчких долара. Међународне резерве Бахреина су повећане са 1,4 милијарде у 2003. години на 1,6 милијарди америчких долара у 2004. години.

### Индустрија
Петролеј и природни гас, једини природни производи у Бахреину, доминирају привредом и доносе око 60% капитала државном буџету. Бахреин је био прва држава у којој је сирова нафта пронађена. Владајућа породица ал-Калифа је знала да је нафта у ограниченим количинама, те је врло рано започела на диверсификацији привреде. Бахреин је стабилизовао производњу прерађене нафте на око 40.000 барела дневно, односно 6.400 m³ дневно. Процена је да ће Бахреин, ако настави овим темпом, имати нафте за још 10 до 15 година, када ће извори потпуно пресушити. Главна рафинерија бахреинске нафте компаније је саграђена 1935. године, и има капацитет од 40.000 m³ за дневну прераду сирове нафте. 1980. године америчка нафтна компанија Калтекс, је продала 60% акција влади Бахреина, и сада убира 40% профита од прераде сирове нафте. Саудијска Арабија је највећи добављач сирове нафте, која се путем цеви испод мора у заливу транспортује до Бахреина. Бахреин такође убира велике приходе од бруто дохотка Арабијске нафтне компаније Абу Саафа, чијих се неколико нафтних платформи налазе у заливу близу Бахреина.
Компанија под именом Петрохемијске Индустрије Персијског Залива је један велики конгломерат састављен од петрохемијских индустрија држава у региону - петрохемијске индустрије Кувајта, Основне Индустријске Корпорације Саудијске Арабије и Владе Бахреина. Овај конгломерат се бави искључиво производњом амоније и метанола за извоз.
Бахреин такође има веома развијену индустрију за прераду алуминијума, чиме је Бахреин највећи произвођач алуминијума, са годишњом производњом од око 525.000 тона. Компаније које се баве производњом челика такође имају велике годишње профите, и једна од највећих компанија у свету са седиштем у Бахреину (Arab Iron and Steel Company) производе око 4 милиона тона челика годишње.
Улога Бахреина као важног играча у светским финансијама се приписује напорима владајуће породице да прошири привреду Бахреина. Бројне међународне финансијске институције послују без икаквог мешања владе Бахреина, што чини Бахреин изузетно привлачним за велики промет капитала. Више од 100 банкарских компанија послује у Бахреину, као и 65 америчких корпорација. Међународни аеродром у Бахреину је један од најпосећенијих у региону, у којем су регистроване 22 стране авио-компаније. Модеран аеродром, као и бројне морске луке, олакшавају транспорт и шпедицију, и тиме повезују САД, Европу и Далеки исток. Једна од најпознатијих консалтинг компанија из Бахреина је Инвесткорп, којој се приписује успех модне куће Гучи након две деценије лошег пословања и губљења вредности акција.

## Становништво
Званична религија у Бахреину је ислам, и већина становништва је муслиманске вероисповести. Услед великог степена имиграције сезонских радника из немуслиманских земаља, смањен је свеукупан број људи који су муслиманске вероисповести. Према попису из 2001. године, 80% становништва себе види као муслимане, 10% су хришћани, док је осталих 10% припадника различитих религија углавном из јужне Азије.
Не постоји званичан податак о броју шиита и сунита у Бахреину. Незванична истраживања показују да има око 30% сунита и око 70% шиита. Последњи службени попис из 1941. године за ову поткатегорију, показао је да има 53% шиита,,. Становништво углавном у урбаним насељима, и највећи део целокупног становништва живи у и око главног града, Манаме, и у другом по величини граду, Ал Мухараку. Локално становништво, тј. староседеоци, су Арапи са Арапског полуострва и Арапи из Ирана и они чине 66% становништва. Две највеће мањинске групе чине Европљани и Азијати из јужне Азије.
Април 4, 1981 цензус
| Религија            | Мушкарци | Жене    | Укупно  |
| ------------------- | -------- | ------- | ------- |
| Муслимани           | 166,467  | 131,673 | 298,140 |
| хришћани            | 15,973   | 9,638   | 25,611  |
| Остало              | 22,342   | 4,691   | 27,033  |
| Без иједне религије | 11       | 3       | 14      |
| Укупно              | 204,793  | 146,005 | 350,798 |

## Култура

### Празници
| Датум                | Назив на српском              | Локални назив                     | |
| -------------------- | ----------------------------- | --------------------------------- | --- |
| 1. јануар            | Нова година                   | رأس السنة الميلادية               | |
| 1. мај               | Празник рада                  | عيد العمال                        | |
| 16. децембар         | Државни празник               | العيد الوطني                      | |
| 17. децембар         | Дан Независности              | عيد الجلوس                        | |
| Десети Зулхиџ        | Гозба жртовања (траје 4 дана) | Курбан бајрам, عيد الأضحى         | Такође познатији и као Велика Гозба. Слави се Ибрахимова спремност да жртвује Исмаила. Слави се десетог дана у месецу Хаџилука. |
| Први Шавал           | Мала гозба (траје 3 дана)     | Иид ул- Фитр, عيد الفطر           | Слави се крај Рамазана |
| Први Мохарам         | Исламска нова година          | إستشهاد الإمام الحسين عليه السلام | |
| Десети Мохарам       | Мала Исламска Нова Година     | إستشهاد الإمام الحسين عليه السلام | |
| 12-ти Раби Авал      | Мухамедов рођендан            | محمد                              | |
| 9-ти и 10-ти Мохарам | (траје 2 дана)                |                                   | Обележавање смрти Хусаин ибн Алија у бици код Карбале                                                                           |